# ريج ودهاوس
ريج ودهاوس (بالإنجليزية: Reg Woodhouse)‏ هو لاعب كرة قدم أسترالية أسترالي، ولد في 3 مايو 1877 في Perth (suburb) ‏ في أستراليا، وتوفي في 16 فبراير 1965 في Sandringham, Victoria ‏ في أستراليا.

## وصلات خارجية
- ريج ودهاوس على موقع AustralianFootball.com (الإنجليزية)
- ريج ودهاوس على موقع AFLtables.com (الإنجليزية)